# بخش موریا
بخش موریا (به فرانسوی: Arrondissement de Mauriac) یک بخش در فرانسه است که در کانتال واقع شده‌است.